# Vinko Božič
Vinko Božič, slovenski gospodarstvenik, * 18. januar 1921, Kranj, † 13. julij 1986, Umag.
Božič se je po končani trgovski šoli v Ljubljani zaposlil, a med drugo svetovno vojno je bil deportiran v nemško koncentracijsko taborišče. Po koncu vojne se je 1945 zaposlil v tovarni obutve v Kranju, kasneje pa na ministrstvu za industrijo in rudarstvo LRS. Leta 1956 je postal komercialni vodja v konfekcijski tovarni Lisca v Sevnici, kjer je od 1959 do 1969 opravljal tudi službo direktorja. V podjetju je uvedel sodobno organizacijo dela, povečal storilnost in proizvodnjo, kakovost izdelkov in izvoz.
Božič je 1970 prejel Kraigherjevo nagrado.